# Gui de Chaulhac
Gui(u) de Chaulhac nascut a Chaulhac (Losera) l'any 1298, mort prop d'Avinyó el 1368, fou un dels pares de la cirurgia. La seva obra més important fou Chirurgia Magna, la qual va ésser una obra de referència en la medicina dels darrers segles medievals.

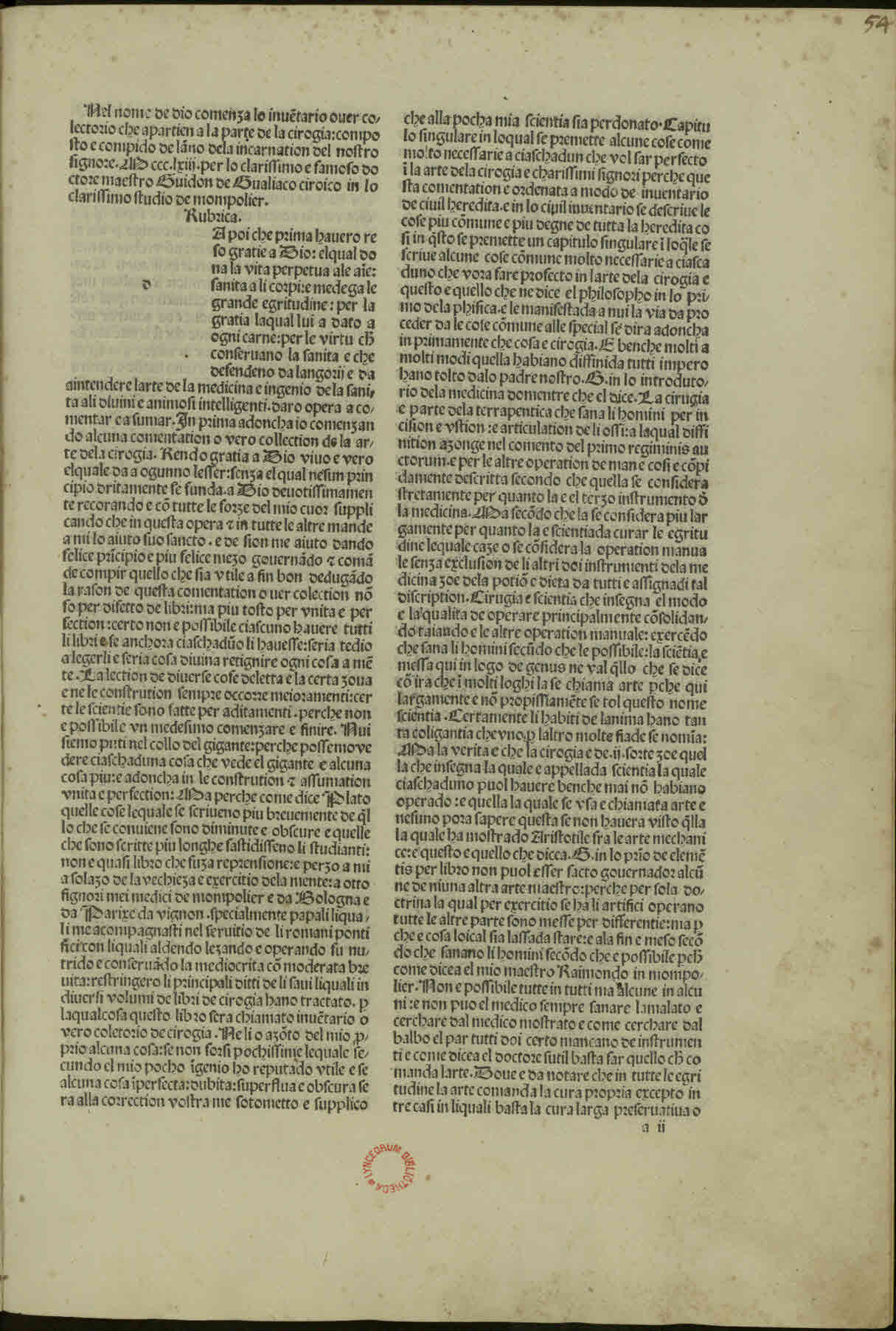
Chirurgia, 1493

## La seva vida
Nascut a la Marjarida, al poble de Chaulhac, va aprendre el llatí amb el rector de la parròquia. Després se n'anà a estudiar medicina a les facultats de Tolosa i de Montpeller. Havent esdevingut Magister de medicina, se n'anà a les universitats de Bolonya i de París. En aquesta etapa de la seva vida va descobrir els treballs d'anatomia dels metges grecs, jueus i àrabs. Així mateix, va perfeccionar els seus coneixements a Bolonya, mercès als mètodes de dissecció de Mondino dei Luzzi. L'any 1340, el papa Climent VI autoritzà les autòpsies públiques a Montpeller, fet que va permetre que Gui de Chaulhac pogués fer progressar els seus treballs de dissecció.
El 1344, partí a Lió, on va exercir la medicina com a canonge al monestir de Sant Just.
L'any 1348, es començà a estendre l'epidèmia de Pesta Negra a Europa. Gui de Chaulhac anà a Avinyó per a tractar la població i ésser el metge del papa Climent VI. Escapà de la malaltia i la va poder descriure d'una manera ben precisa.
A la mort de Climent VI, esdevingué el metge dels papes Innocenci VI i després Urbà V.